# ルーカス・ヒンテルゼーア
ルーカス・ヒンテルゼーア（Lukas Hinterseer，1991年3月28日 - ）は、オーストリア・チロル州キッツビュール出身のサッカー選手。元オーストリア代表。ポジションは、フォワード。
Kリーグ時代の登録名はヒンテルゼーア（ハングル: 힌터제어）。

## 経歴

### クラブ
2009-10シーズンからFCヴァッカー・インスブルックでプロキャリアをスタート。2012年にFCルステナウ07、ファースト・ヴィエナFCと立て続けにレンタル移籍。
2014年5月、FCインゴルシュタット04に3年契約で移籍。2016年4月、契約を2017年まで更新。
2016-17シーズンにFCインゴルシュタット04が2部に降格し、契約満了をもって2017年6月8日に2年契約でVfLボーフムへの移籍が発表された。
2019年5月25日、ハンブルガーSVにフリートランスファーで移籍することが発表された。
2021年1月22日、韓国Kリーグ1の蔚山現代FCに完全移籍。ボーフム時代の同僚だった李青龍と再び一緒にプレーすることになった。MKニュースによると移籍金は推定15万ユーロとされている。蔚山ではリーグ戦20試合に出場して6ゴール1アシストを記録したが、わずか7ヶ月後の2021年8月30日には2年契約でハノーファー96への完全移籍が決まった。MKニュースはハノーファーが支払う移籍金は30万ユーロになると報じている。
2022年7月21日、ハンザ・ロストックに2年契約で移籍した。

### 代表
2013年11月のアメリカ代表戦でオーストリア代表デビュー。

## 人物
1960年スコーバレーオリンピックのアルペンスキーで金メダルを獲得したアーネスト・ヒンテルゼーアは祖父。また歌手のハンシ・ヒンテルゼーアは叔父である。

## タイトル
FCヴァッカー・インスブルック
- エアステリーガ: 2009–10

FCインゴルシュタット04
- 2. ブンデスリーガ: 2014-15